# Polycera aurantiomarginata
Polycera aurantiomarginata is een slakkensoort uit de familie van de Polyceridae. De wetenschappelijke naam van de soort is voor het eerst geldig gepubliceerd in 1984 door García-Gómez & Bobo.